# Симеоне, Джанлука
Джанлу́ка Симео́не Бальди́ни (исп. Gianluca Simeone Baldini; род. 23 июля 1998, Буэнос-Айрес) — аргентинский футболист, нападающий клуба «Райо Махадаонда».

## Карьера
Занимался в системах аргентинского «Ривер Плейта» и итальянского «Фрозиноне».
С июля по декабрь 2018 года был в аренде в чилийском «Унион Ла-Калера». Сыграл 3 матча за клуб в Кубке Чили.
В январе 2019 года подписал контракт с аргентинским «Химнасия и Эсгрима» (Ла-Плата). Дебютировал за клуб 26 января в матче чемпионата Аргентины против «Атлетико Тукуман».

## Статистика
| Выступление                   | Выступление      | Выступление      | Чемпионат | Чемпионат | Кубки | Кубки | Конт. | Конт. | Прочие | Прочие | Итого | Итого |
| Клуб                          | Лига             | Сезон            | Игры      | Голы      | Игры  | Голы  | Игры  | Голы  | Игры   | Голы   | Игры  | Голы  |
| ----------------------------- | ---------------- | ---------------- | --------- | --------- | ----- | ----- | ----- | ----- | ------ | ------ | ----- | ----- |
| Унион Ла-Калера (аренда)      | Примера          | 2018             | 0         | 0         | 3     | 0     | 0     | 0     | 0      | 0      | 3     | 0     |
| Унион Ла-Калера (аренда)      | Итого            | Итого            | 0         | 0         | 3     | 0     | 0     | 0     | 0      | 0      | 3     | 0     |
| Химнасия и Эсгрима (Ла-Плата) | Примера          | 2018/19          | 1         | 0         | 1     | 0     | 0     | 0     | 0      | 0      | 2     | 0     |
| Химнасия и Эсгрима (Ла-Плата) | Итого            | Итого            | 1         | 0         | 1     | 0     | 0     | 0     | 0      | 0      | 2     | 0     |
| Всего за карьеру              | Всего за карьеру | Всего за карьеру | 1         | 0         | 4     | 0     | 0     | 0     | 0      | 0      | 5     | 0     |

по состоянию на 27 мая 2019

## Семья
Отец — Диего Симеоне, главный тренер испанского «Атлетико Мадрид». Братья — Джованни (нападающий итальянского клуба «Наполи» и сборной Аргентины) и Джулиано (атакующий полузащитник испанского клуба «Атлетико Мадрид» и сборной Аргентины).